# Роздольненський район
Роздо́льненський райо́н (до 1944 року — Ак-Шейхський крим. Aqşeyh rayonı) — колишній район АР Крим, Україна, зараз у складі Перекопського району. Адміністративний центр — смт Роздольне. Населення становить 34 426 жителів (на 01.08.2012).
17 липня 2020 року було прийнято Постанови Верховної Ради України «Про утворення та ліквідацію районів» № 807-IX, згідно з якою район буде ліквідовано після деокупації АР Крим.

## Географія
Розташовувався у північно-західній частині Кримського півострова. У сучасних межах із 1965 р. Межував на північному сході із Красноперекопським, на сході — з Первомайський, на південному сході — із Сакським, на півдні — з Чорноморським районами Криму.
Північно-західна частина району омивалася водами Каркінітської затоки Чорного моря. Площа становила— 123 тисяч га, в тому числі 109 тис. — сільськогосподарські угіддя, з яких зрошується — 34 тис. га (31 %).
Район розташований в степовій зоні, в межах Північно-Кримської низовини. Клімат помірно-теплий, з жарким посушливим літом і м'якою вологою зимою. Число годин сонячного сяйва на рік — понад 2300.
Ґрунти червоно-коричневі і південні чорноземи. Навколо райцентру на десятки кілометрів протягнулися лісозахисні смуги. У них акація чергується з японською софорою, абрикосами, різноманітними чагарниками.
Природно-ресурсний потенціал: поклади лікувальних грязей, сірчановодневі джерела, клімат і ґрунти придатні для вирощування зернових, овочевих і баштанних культур, а також для розвитку виноградарства і садівництва.
Роздольненський район — курортна зона, у межах якої розташовані 2 зони відпочинку «Бакальська коса» і «Портове». На території району розташована орнітологічна філія Кримського природного заповідника — Лебедині острови.

## Історія
Адміністративний район утворений у січні 1935 року. З 1944 року — сучасна назва. Наприкінці 1950-х років район був ліквідований. Відновлений 1965 року. Тоді ж до складу району увійшло смт Новоселівське.
З 1991 року — у складі незалежної України. У березні 2014 року район анексований Російською Федерацією.

## Адміністративний устрій
Район адміністративно-територіально поділявся на 2 селищні ради та 10 сільських рад, які були підпорядковані Роздольненській районній раді та об'єднували 41 населений пункт.

## Населення
Розподіл населення за віком та статтю (2001)
| Стать | Всього | До 15 років | 15-24 | 25-44 | 45-64 | 65-85 | Понад 85 |
| --- | ------ | ----------- | ----- | ----- | ----- | ----- | -------- |
| Чоловіки | 17 495 | 3740        | 2781  | 5290  | 4149  | 1499  | 36       |
| Жінки | 19 689 | 3527        | 2719  | 5357  | 5230  | 2695  | 161      |
| \| Статево-вікова піраміда \| Статево-вікова піраміда \| Статево-вікова піраміда \| \| ----------------------- \| ----------------------- \| ----------------------- \| \| Чоловіки \| Вік \| Жінки \| \| 36 \| 85 + \| 161 \| \| 61 \| 80-84 \| 244 \| \| 221 \| 75-79 \| 596 \| \| 563 \| 70-74 \| 912 \| \| 654 \| 65-69 \| 943 \| \| 1116 \| 60-64 \| 1515 \| \| 704 \| 55-59 \| 941 \| \| 1087 \| 50-54 \| 1355 \| \| 1242 \| 45-49 \| 1419 \| \| 1521 \| 40-44 \| 1457 \| \| 1328 \| 35-39 \| 1416 \| \| 1194 \| 30-34 \| 1235 \| \| 1247 \| 25-29 \| 1249 \| \| 1309 \| 20-24 \| 1234 \| \| 1472 \| 15-20 \| 1485 \| \| 1698 \| 10-14 \| 1550 \| \| 1109 \| 5-9 \| 1127 \| \| 933 \| 0-4 \| 850 \| |        |             |       |       |       |       |          |
| Статево-вікова піраміда |        |             |       |       |       |       |          |
| Чоловіки | Вік    | Жінки       |       |       |       |       |          |
| 36 | 85 +   | 161         |       |       |       |       |          |
| 61 | 80-84  | 244         |       |       |       |       |          |
| 221 | 75-79  | 596         |       |       |       |       |          |
| 563 | 70-74  | 912         |       |       |       |       |          |
| 654 | 65-69  | 943         |       |       |       |       |          |
| 1116 | 60-64  | 1515        |       |       |       |       |          |
| 704 | 55-59  | 941         |       |       |       |       |          |
| 1087 | 50-54  | 1355        |       |       |       |       |          |
| 1242 | 45-49  | 1419        |       |       |       |       |          |
| 1521 | 40-44  | 1457        |       |       |       |       |          |
| 1328 | 35-39  | 1416        |       |       |       |       |          |
| 1194 | 30-34  | 1235        |       |       |       |       |          |
| 1247 | 25-29  | 1249        |       |       |       |       |          |
| 1309 | 20-24  | 1234        |       |       |       |       |          |
| 1472 | 15-20  | 1485        |       |       |       |       |          |
| 1698 | 10-14  | 1550        |       |       |       |       |          |
| 1109 | 5-9    | 1127        |       |       |       |       |          |
| 933 | 0-4    | 850         |       |       |       |       |          |

Національний склад населення району за переписом 2001 р. та 2014 р. 
|                 | 2001        | 2001      | 2014        | 2014      |
|                 | чисельність | частка, % | чисельність | частка, % |
| --------------- | ----------- | --------- | ----------- | --------- |
| росіяни         | 15 289      | 41,1      | 14 931      | 48,7      |
| українці        | 14 896      | 40,1      | 9 078       | 29,6      |
| кримські татари | 4 961       | 13,3      | 3 214       | 10,5      |
| білоруси        | 524         | 1,4       | 311         | 1,0       |
| татари          | 336         | 0,9       | 1 565       | 5,1       |
| вірмени         | 242         | 0,7       | 186         | 0,6       |
| поляки          | 138         | 0,4       | 99          | 0,3       |
| узбеки          | 97          | 0,3       | 89          | 0,3       |
| молдовани       | 90          | 0,2       | 57          | 0,2       |
| азербайджанці   | 82          | 0,2       | 70          | 0,2       |

Етномовний склад району (рідні мови населення за переписом 2001 р.)
|                        | російська | українська | кримсько татарська | вірменська | білоруська | молдовська |
| Роздольненський район  | 64,0      | 20,8       | 12,6               | 0,5        | 0,4        | 0,1        |
| ---------------------- | --------- | ---------- | ------------------ | ---------- | ---------- | ---------- |
| смт Роздольне          | 81,9      | 9,6        | 7,0                | 0,5        | 0,1        |            |
| смт Новоселівське      | 58,4      | 15,0       | 24,4               | 0,1        | 0,3        | 0,1        |
| Березівська сільрада   | 42,9      | 23,2       | 30,4               | 0,2        | 0,7        | 0,3        |
| Ботанічна сільрада     | 68,8      | 25,2       | 5,5                |            | 0,1        |            |
| Зиминська сільрада     | 55,7      | 30,7       | 9,4                |            | 0,7        | 0,1        |
| Ковильнівська сільрада | 69,4      | 17,2       | 11,3               | 0,3        | 0,1        |            |
| Кукушкінська сільрада  | 64,5      | 30,6       | 2,9                | 0,7        | 0,2        | 0,2        |
| Руч'ївська сільрада    | 55,4      | 29,7       | 8,8                | 2,9        | 0,1        | 0,5        |
| Серебрянська сільрада  | 55,8      | 22,2       | 19,5               | 0,8        | 0,8        |            |
| Славнівська сільрада   | 67,7      | 17,4       | 12,2               | 0,2        | 0,6        | 0,3        |
| Слов'янська сільрада   | 52,3      | 32,8       | 13,6               | 0,2        | 0,5        | 0,1        |
| Чернишівська сільрада  | 57,7      | 28,9       | 12,2               | 0,1        | 0,6        |            |

## Економіка
Основний напрям господарства району — виробництво і переробка сільськогосподарської продукції.
Станом на 01.01. 2001 в районі функціонують: 21 сільськогосподарський кооператив, 65 фермерських господарств, 3 переробних промислових підприємства: маслобойний, рибогосподарські і виноробницькі заводи, хлібокомбінат. Зареєстровано 86 підприємств малого і середнього бізнесу.

## Соціальна сфера
У районі діяли 20 загальноосвітніх шкіл, 1 позашкільна установа; 2 лікарні, 4 амбулаторії, 27 фельдшерсько-акушерських пунктів, 16 курортно-рекреаційних підприємства, в тому числі 3 дитячих оздоровчих установи; 33 клубні установи, 25 бібліотек, 3 музичних школи, художні колективи: заслужений народний ансамбль пісні і танцю «Славноцвіт», дитячий зразковий хор «Славновські колоски», заслужений народний хор української пісні «Господиня», зразковий ансамбль «Саратовські гармоніки», зразковий хореографічний ансамбль «Радість», народний інструментальний ансамбль «Рондо», краєзнавчий музей; 2 парки культури і відпочинку. У районі зареєстровані 15 релігійних общин, в тому числі: 9 — УПЦ (МП), 1 — свідків Єгови, 1 — євангельських християн-баптистів, 6 — мусульманських.

## Пам'ятки
- Пам'ятки історії Роздольненського району
- Пам'ятки архітектури Роздольненського району

## Відомі люди
Уродженцем району є кримськотатарський письменник Шакір Селім та кримськотатарський енциклопедист Музафаров Рефік Ібрагімович.